# أحمد عبد الستار
أحمد عبد الستار أبو نواس (مواليد 6 يوليو 1984) لاعب كرة قدم أردني يلعب في مركز حراسة المرمى مع منتخب الأردن الوطني والجزيرة.
لعب سابقاً في أندية شباب الأردن والجزيرة ووقع مع نادي الاتفاق السعودي مطلع عام 2018 ولكن لم يستمر مع الاتفاق وتم فسخ عقده وعاد إلى الجزيرة وتم انتقاله إلى الوحدات في أكتوبر 2019 ويلعب في الوحدات حتى الآن.

## وصلات خارجية
- أحمد عبد الستار على موقع قاعدة بيانات كرة القدم.إي يو (الإنجليزية)
- أحمد عبد الستار على موقع ناشيونال فوتبول تيمز (الإنجليزية)
- أحمد عبد الستار على موقع كووورة
- اللاعب أحمد عبد الستار على موقع كووورة.